# Triệu Tài Vinh
Triệu Tài Vinh là một chính trị gia người Việt Nam. Ông hiện là Phó Trưởng Ban Tuyên giáo và Dân vận Trung ương. Ông từng là đại biểu Quốc hội Việt Nam khóa XIV nhiệm kì 2016–2021, thuộc Đoàn Đại biểu Quốc hội tỉnh Hà Giang, Ủy viên Ban Chấp hành Trung ương Đảng Cộng sản Việt Nam khóa XII, Phó Trưởng Ban Dân vận Trung ương, Phó Trưởng ban Kinh tế Trung ương, Bí thư Tỉnh ủy Hà Giang (2010-2019), Trưởng đoàn Đại biểu Quốc hội tỉnh Hà Giang (2016–2019).
Trong năm 2019, Triệu Tài Vinh thường xuyên xuất hiện trên báo chí Việt Nam với các cáo buộc thực hiện "gia đình trị" tại Hà Giang. Năm 2020, ông bị Bộ Chính trị kỷ luật bằng hình thức Khiển trách.
Ông là một trong hai Ủy viên Trung ương khóa XII được giới thiệu tái cử vào Ban Chấp hành Trung ương khóa XIII nhưng không trúng cử.

## Xuất thân
Triệu Tài Vinh sinh ngày 26 tháng 8 năm 1968, quê quán tại xã Hồ Thầu, huyện Hoàng Su Phì, tỉnh Hà Giang.Hiện nay ông cư trú ở tổ 3, phường Trần Phú, thành phố Hà Giang, tỉnh Hà Giang. Ông sinh ra trong một gia đình công chức có ông là lý trưởng dưới triều Nguyễn
Triệu Tài Vinh là con trai ông Triệu Đức Thanh sinh năm 1944, quê xã Hồ Thầu huyện Hoàng Su Phì, Hà Giang; nguyên Chủ tịch HĐND tỉnh Hà Giang, nguyên Phó Bí thư Tỉnh ủy, Chủ tịch UBND tỉnh Hà Giang năm 1991. Hiện nay ông Thanh đang là Chủ tịch Hội Nạn nhân chất độc da cam/đioxin tỉnh Hà Giang; hội viên Hội Văn học nghệ thuật các dân tộc thiểu số Việt Nam; hội viên Hội Văn học nghệ thuật Hà Giang.

## Giáo dục
Triệu Tài Vinh từng học trung học phổ thông hệ 10/12.
Ngày 24 tháng 8 năm 1984, ông gia nhập Quân đội nhân dân Việt Nam, sau đó ngày 10 tháng 11 năm 1989, ông xuất ngũ.
Từ tháng 9 năm 1990 đến tháng 1 năm 1995, Triệu Tài Vinh là sinh viên Trường Đại học Nông nghiệp Thái Nguyên.
Ông có bằng Kỹ sư Nông nghiệp, học vị Tiến sĩ Nông nghiệp, Cử nhân lý Luận chính trị Đảng Cộng sản Việt Nam, bằng Ngoại ngữ Tiếng Anh C.

## Sự nghiệp
Triệu Tài Vinh bắt đầu làm việc cho chính quyền Việt Nam từ tháng 2 năm 1995.
Ngày 1 tháng 7 năm 1998, ông được kết nạp vào Đảng Cộng sản Việt Nam, chính thức ngày 1 tháng 7 năm 1999.
Ông đã trải qua quá trình công tác và đảm nhiệm nhiều chức vụ khác nhau.
Từ tháng 2.1995 đến tháng 2.1996, Triệu Tài Vinh là Chuyên viên Phòng kỹ thuật Sở Nông nghiệp và Phát triển nông thôn tỉnh Hà Giang.
Từ tháng 3.1996 đến tháng 6.1998, ông là Chuyên viên Tổng hợp Văn phòng UBND huyện Hoàng Su Phì, tỉnh Hà Giang.
Từ tháng 7.1998 đến tháng 1.1999, Triệu Tài Vinh là Chuyên viên Phòng Nông nghiệp và Phát triển nông thôn huyện Hoàng Su Phì, tỉnh Hà Giang.
Từ tháng 2.1999 đến tháng 4.1999, ông là Phó Chánh Văn phòng HĐND - UBND huyện Hoàng Su Phì, tỉnh Hà Giang.
Từ tháng 5.1999 đến tháng 10.2000, Triệu Tài Vinh là Phó Chủ tịch UBND huyện Hoàng Su Phì, tỉnh Hà Giang.
Từ tháng 11.2000 đến tháng 12.2003, ông là Huyện ủy viên, Phó Chủ tịch UBND huyện, Đại biểu HĐND huyện Hoàng Su Phì, tỉnh Hà Giang.
Từ tháng 1.2004 đến tháng 5.2004, Triệu Tài Vinh là Phó Bí thư Huyện ủy, Chủ tịch UBND huyện Hoàng Su Phì, tỉnh Hà Giang.
Từ tháng 6.2004 đến tháng 3.2006, ông là Phó Bí thư Huyện ủy, Chủ tịch UBND huyện Hoàng Su Phì, đại biểu HĐND tỉnh Hà Giang.
Từ tháng 4.2006 đến tháng 3.2007, Triệu Tài Vinh là Ủy viên dự khuyết Ban Chấp hành Trung ương Đảng Cộng sản Việt Nam khóa 10, Tỉnh ủy viên, Phó Bí thư Huyện ủy, Chủ tịch UBND huyện Hoàng Su Phì, đại biểu HĐND tỉnh Hà Giang.
Từ tháng 3.2007 đến tháng 10.2009, ông là Ủy viên dự khuyết Ban Chấp hành Trung ương Đảng Cộng sản Việt Nam khóa 10, Tỉnh ủy viên, Bí thư Huyện ủy, Chủ tịch HĐND huyện Hoàng Su Phì, đại biểu HĐND tỉnh Hà Giang.
Từ tháng 11.2009 đến tháng 9.2010, Triệu Tài Vinh là Ủy viên dự khuyết Ban Chấp hành Trung ương Đảng Cộng sản Việt Nam khóa 10, Phó Bí thư Tỉnh ủy, đại biểu HĐND tỉnh Hà Giang.
Từ tháng 10.2010 đến tháng 1.2011, ông là Ủy viên dự khuyết Ban Chấp hành Trung ương Đảng Cộng sản Việt Nam khóa 10, Bí thư Tỉnh ủy, Đại biểu HĐND tỉnh Hà Giang.
Từ tháng 12.2015 đến 29.6.2016, Triệu Tài Vinh làm Ủy viên Ban Chấp hành Trung ương Đảng Cộng sản Việt Nam khóa 12, Bí thư Tỉnh ủy Hà Giang, Chủ tịch HDND tỉnh Hà Giang.
Từ 2016 đến 1.7.2019, ông là Ủy viên Ban Chấp hành Trung ương Đảng Cộng sản Việt Nam khóa 12, Bí thư Tỉnh ủy Hà Giang, Trưởng Đoàn ĐBQH khóa XIV tỉnh Hà Giang
Tại Đại hội đại biểu Đảng bộ tỉnh Hà Giang lần thứ XVI, nhiệm kỳ 2015 - 2020, Triệu Tài Vinh tái đắc cử chức Bí thư Tỉnh ủy.
Ngày 2.7.2019, Triệu Tài Vinh thôi tham gia BCH, Ban Thường vụ và thôi giữ chức Bí thư Tỉnh ủy Hà Giang nhiệm kỳ 2015-2020; và được điều động, bổ nhiệm giữ chức Phó Trưởng ban Kinh tế Trung ương.
Ngày 27 tháng 9 năm 2021, Triệu Tài Vinh được điều động giữ chức Phó trưởng Ban Dân vận Trung ương.
Ngày 3 tháng 2 năm 2025, Ban Bí thư quyết định phân công ông giữ chức Phó Trưởng ban Tuyên giáo và Dân vận Trung ương sau khi Ban Dân vận Trung ương hợp nhất với Ban Tuyên giáo Trung ương.

## Khen thưởng
- Huân chương Lao động hạng Ba, hạng Nhì
- Danh hiệu Chiến sĩ thi đua Toàn quốc
- Bằng khen của Thủ tướng Chính phủ nước Cộng hòa xã hội chủ nghĩa Việt Nam.

## Gia đình
Triệu Tài Vinh có ít nhất 8 người , Gia đình ông gồm vợ, anh em ruột thịt, em rể
- Triệu Tài Phong - Bí thư Huyện ủy huyện Quang Bình, tỉnh Hà Giang, là em trai ông Vinh
- Triệu Sơn An - Phó chủ tịch UBND huyện Hoàng Su Phì, tỉnh Hà Giang, là em trai ông Vinh
- Triệu Tài Tân - Phó phòng Hành chính Viễn thông tỉnh Hà Giang, là em trai ông Vinh
- Triệu Thị Giang - Phó Giám đốc Sở Kế hoạch - Đầu tư tỉnh Hà Giang, là em gái ông Vinh
- Mạc Văn Cường (chồng bà Giang, em rể ông Vinh) - Phó trưởng Công an thành phố Hà Giang
- Triệu Là Pham (anh họ ông Vinh) - Phó Trưởng ban Nội chính Tỉnh ủy Hà Giang
- Triệu Thị Tình (em họ ông Vinh) - Phó giám đốc phụ trách Sở Văn hóa - Thể thao - Du lịch tỉnh Hà Giang.[8]

Em trai ông Vinh là ông Triệu Tài Phong (Bí thư Huyện ủy Quang Bình) thì khẳng định trên báo chí: Bản thân ông công tác chính quyền từ năm 1989, sớm hơn ông Vinh 6 năm, bản thân "không được hưởng bất kỳ ưu đãi nào"; người anh song sinh là ông Triệu Tài Tân chỉ làm Phó phòng hành chính chứ không phải Phó Giám đốc Viễn thông Hà Giang; ông Triệu Là Pham và bà Triệu Thị Tình chỉ là người cùng quê và không có liên hệ máu mủ; em gái là bà Triệu Thị Giang là Phó phòng Kinh tế đối ngoại Sở, không phải Phó Giám đốc Sở Kế hoạch - Đầu tư tỉnh.
Triệu Tài Vinh có 01 người con gái là Triệu Ngọc Mai nằm trong danh sách học sinh được điểm cao trong vụ việc nâng điểm kỳ thi THPT năm 2018.
Theo lời khai của bà Triệu Thị Chính khi xét xử vụ án gian lận thi cử ở Hà Giang thì bà là em của ông Triệu Tài Vinh (không rõ là em họ hàng hay em ruột).

## Bê bối và Kỷ luật

### Cả họ, cả nhà làm quan chức đúng quy trình
Ngày 17 tháng 9 năm 2016, trên mạng xã hội đăng tải thông tin có ít nhất 8 người là vợ, anh em ruột thịt, em rể, anh em họ hàng của ông Triệu Tài Vinh đang giữ các vị trí chủ chốt của nhiều ban ngành, địa phương trong tỉnh (chi tiết xem mục Gia đình ở trên).
Trao đổi với Tuổi Trẻ vào sáng cùng ngày, ông Vinh xác nhận cả tám người trên đều là người thân của mình, nhưng “8 người thân của tôi được bổ nhiệm đều đúng quy trình”. Ông Vinh cho rằng, nếu chỉ nhìn vào danh sách người nhà này thì sẽ là “chuyện không hay” nhưng đi vào từng trường hợp cụ thể thì “sẽ thấy việc bổ nhiệm không có khuất tất” . Ông khẳng định rằng "Lên Hà Giang sẽ biết năng lực người được bổ nhiệm" .
Dư luận thì có ý kiến khác nhau về sự kiện "cả họ, cả nhà làm quan chức đúng quy trình" này. GS.TS Võ Đại Lược, Tổng Giám đốc Trung tâm Kinh tế châu Á - Thái Bình Dương, nguyên thành viên Ban Nghiên cứu của Thủ tướng Chính phủ Võ Văn Kiệt và Phan Văn Khải, cho rằng "Nếu cứ để tình trạng cả họ, cả nhà làm quan "đúng quy trình" thì đến một lúc nào đó quyền lực gia đình sẽ lại lấn át cả quyền lực nhà nước, chẳng cơ quan nào kiểm soát được" .

### Sự kiện sai phạm thi THPT quốc gia 2018 ở Hà Giang
Ngày 17 tháng 7 năm 2018 báo điện tử Vietnamnet đăng video họp báo công bố sai phạm thi THPT quốc gia 2018 ở Hà Giang, trong đó có tất cả 114 thí sinh được ông Vũ Trọng Lương, Phó Trưởng phòng Khảo thí, nâng điểm. 1 trong những thí sinh có điểm thi cao bất thường ở Hà Giang là con gái của bí thư tỉnh uỷ Hà Giang - Triệu Tài Vinh. Cụ thể con gái ông được nâng điểm Toán từ 6 lên 9,4 và điểm tiếng Anh từ 8 lên 10 điểm. Ngoài ra hai người cháu của ông Vinh cũng được nâng điểm Nói về bê bối nâng điểm thi cho 114 thí sinh trong đó có con gái và các cháu ông, ông Vinh cho biết, đã rất buồn và không hề biết gì về vụ việc trên. Nhiều người đã bị truy tố trách nhiệm hình sự nhưng ông Triệu Tài Vinh thì không bị gì mà còn được đưa về trung ương để làm Phó Ban kinh tế Trung ương. Vụ việc này làm người ta nhớ đến vụ án gian lận thi cử của con Lê Quý Đôn là Quý Kiệt nhưng còn ở mức độ nghiêm trọng hơn vì dù sao đi nữa Quý Kiệt cũng bị trừng phạt còn Lê Quý Đôn thì Trịnh Sâm lấy cớ Quý Đôn là bậc đại thần, bỏ đi không xét. Hiện nay thì không những con Triệu Ngọc Mai không bị gì do phải "xử lý nhân văn" mà Triệu Tài Vinh tài trí không bằng Lê Quý Đôn nhưng cũng là quan to đầu tỉnh, đại biểu Quốc hội và "dư luận đã phán xét xong rồi" nên không thấy xử lý gì mà còn được thăng chức về trung ương.
Đến ngày 1/10/2019, em ông Triệu Tài Vinh là bà Triệu Thị Giang đã bị kỷ luật khiển trách còn vợ là bà Phạm Thị Hà thì chỉ bị nhắc nhở kiểm điểm sâu sắc và không bị kỷ luật gì trích theo thông báo của Tỉnh ủy Hà Giang trong 137 đảng viên vi phạm chỉ có 46 người bị kỷ luật trong đó có 42 trường hợp khiển trách, 3 cảnh cáo và 1 khai trừ đảng, qua quá trình xét xử phát hiện thêm vợ của Chủ tịch tỉnh Hà Giang - ông Nguyễn Văn Sơn là Nguyễn Thị Nga là đảng viên nhưng không bị xem xét kỷ luật theo quy định dù có nhắn tin nhờ bà Triệu Thị Chính. Hiện cử tri tỏ ra không đồng tình về hình thức kỷ luật đối với ông Triệu Tài Vinh nói riêng và gia đình ông cũng như cán bộ, đảng viên của Hà Giang. Điều này nhắc người dân nhớ lại lời của ông Triệu Tài Vinh "Lên Hà Giang sẽ biết năng lực người được bổ nhiệm"  khi thực tế ở Hà Giang đã "dột từ nóc" và có nhiều vi phạm về cán bộ, công chức, đảng viên nói chung, trong ngành giáo dục trước đó. Đặc biệt trong giai đoạn 2009-2010 đã xảy ra nhiều vụ trong đó lãnh đạo tỉnh như vụ Chủ tịch UBND tỉnh Nguyễn Trường Tô sống buông thả và có trong danh sách bị tố cáo mua dâm học sinh, ngành giáo dục như Hiệu trưởng Sầm Đức Xương nhưng lại mua dâm và tổ chức môi giới bán dâm học sinh... và theo đơn kêu cứu của 2 học sinh lúc đó thì còn nhiều cán bộ buộc mua dâm nữa nhưng không được xem xét (thời điểm đó ông Triệu Tài Vinh là Phó Bí Thư và sau đó là Bí thư Tỉnh ủy). Hiện nay tiếp tục đến vụ việc này và người dân, cử tri không hài lòng về xử lý của Hà Giang vì đúng thật là trò đùa khi so sánh với việc xử gian lận thi cử thời xưa ở nước ta khi nặng nhất đã phải bị xử tử hình (tội chém đầu).
Vụ việc tiếp tục với vụ xử hình sự đang được Tòa án nhân dân tỉnh Hà Giang xét xử với kết quả bị cáo Nguyễn Thanh Hoài 8 năm tù, bị cáo Vũ Trọng Lương 7 năm tù, bị cáo Triệu Thị Chính 2 năm tù (về hình phạt bổ sung, cả ba bị cáo bị cấm đảm nhiệm chức vụ quản lý trong ngành giáo dục 1 năm). Riêng bị cáo Lê Thị Dung 2 năm và bị cáo Phạm Văn Khuông 1 năm tù treo nhưng Hội đồng xét xử cũng do sự việc xảy ra trên địa bàn tỉnh Hà Giang nên để đảm bảo yếu tố khách quan công bằng, sau khi nghiên cứu hồ sơ, HĐXX kiến nghị Cơ quan an ninh điều tra Bộ Công an tiếp tục điều tra những người có liên quan trong vụ án về vấn đề có đưa, nhận hối lộ hay không? và Về việc luật sư kiến nghị HĐXX khởi tố vụ 2 thí sinh Sùng Văn Đ. và Nguyễn Văn T. ở huyện Xín Mần trong kỳ thi năm 2017 thi đỗ vào trường công an với số điểm rất cao và ‘chạy điểm’ với số tiền 500 triệu đồng. Về việc này, HĐXX kiến nghị Cơ quan an ninh điều tra Bộ Công an điều tra đối với 2 thí sinh này, nếu có căn cứ thì xử lý theo quy định của pháp luật. Ngoài ra, HĐXX chấp nhận kiến nghị của các luật sư về việc giữ lại toàn bộ bài thi năm 2017 trên địa bàn tỉnh Hà Giang.

### Sự kiện quốc hữu hóaDinh thự họ Vươngkhông thực hiện theo cam kết của cha mình
Trong nhiệm kỳ làm Bí thư, tỉnh Hà Giang đã tiến hành cấp giấy chứng nhận quyền sử dụng đất cho Phòng Văn hóa - Thông tin Đồng Văn quản lý lâu dài từ 2012 xem như đã Quốc hữu hóa toàn bộ đất và dinh thự nhà họ Vương và coi như từ lúc này dòng họ Vương mất toàn bộ đất, nhà tại khu dinh thự này. Lưu ý trước đây ông Triệu Đức Thanh là cha của ông Triệu Tài Vinh lúc làm Chủ tịch UBND tỉnh Hà Giang đã từng cam kết với dòng họ Vương không quốc hữu hóa như đã được giải quyết tại Thông báo số 1125 năm 2002 của Bộ Văn hóa Thông tin và khẳng định tại văn bản 937, Bộ không quốc hữu hóa quyền sở hữu ngôi nhà của những người được thừa kế hợp pháp. Hiện nay giấy đã được thu hồi cấp cho gia đình họ Vương nhưng tỉnh Hà Giang chưa chịu chia phần tiền bán vé tham quan cho gia đình.